# FIFA Club of the Century

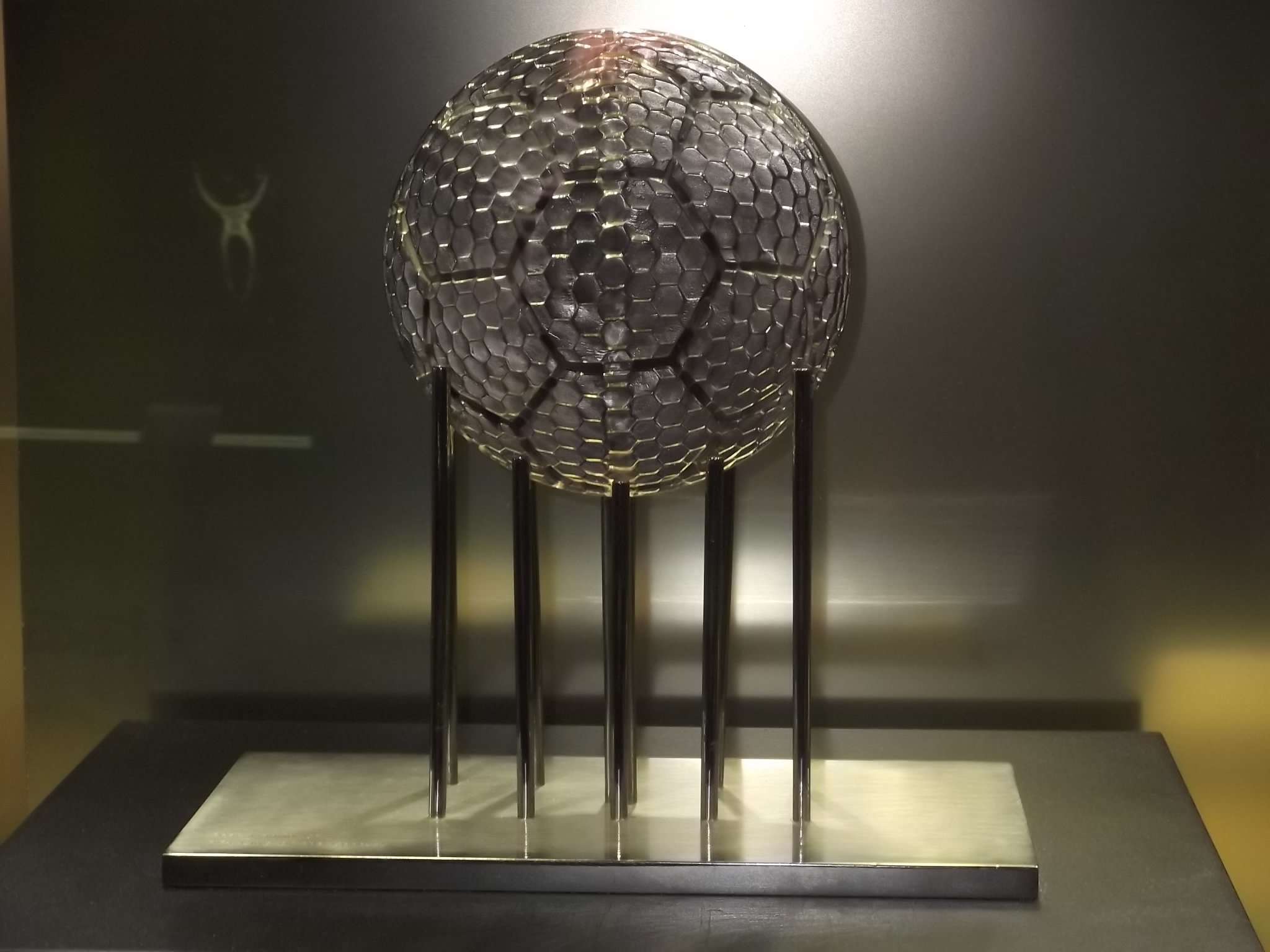
Die FIFA Club of the Century-Trophäe, ausgestellt im Real-Madrid-Museum

FIFA Club of the Century war eine Auszeichnung, die von der FIFA verliehen wurde, um den besten Fußball-Club des 20. Jahrhunderts zu bestimmen. Real Madrid wurde mit 42,35 % der abgegebenen Stimmen zum Gewinner der Auszeichnung gewählt. Das Ergebnis wurde bei der jährlichen FIFA World Gala bekannt gegeben, welche am 11. Dezember 2000 in Rom stattfand. Zu diesem Zeitpunkt hatte Real Madrid im internationalen Fußball unter anderem achtmal den Europapokal (Rekord) und zweimal den Weltpokal gewonnen.
Alfredo Di Stéfano und Florentino Pérez durften während der Zeremonie die Trophäe für Real Madrid in Empfang nehmen. Für die Saison 2006/07 wurde den Trikots von Real Madrid ein Wappen hinzugefügt, das an ihren Status als FIFA-Klub des Jahrhunderts erinnerte.

## Ergebnisse
Das für die Auszeichnung verwendete Abstimmungssystem war auf Abonnenten des zweimonatlich erscheinenden FIFA World Magazine (des offiziellen FIFA-Magazins) beschränkt.
| Rang | Club                    | Land        | Stimmenanteil |
| ---- | ----------------------- | ----------- | ------------- |
| 1    | Real Madrid             | Spanien     | 42,35 %       |
| 2    | Manchester United       | England     | 9,69 %        |
| 3    | FC Bayern München       | Deutschland | 9,18 %        |
| 4    | FC Barcelona            | Spanien     | 5,61 %        |
| 5    | Ajax Amsterdam          | Niederlande | 5,10 %        |
| 5    | FC Santos               | Brasilien   | 5,10 %        |
| 7    | Juventus Turin          | Italien     | 2,55 %        |
| 8    | Peñarol Montevideo      | Uruguay     | 2,04 %        |
| 9    | River Plate             | Argentinien | 1,53 %        |
| 9    | Flamengo Rio de Janeiro | Brasilien   | 1,53 %        |
| 9    | AC Mailand              | Italien     | 1,53 %        |
| 12   | FC Liverpool            | England     | 1,02 %        |
| 12   | Boca Juniors            | Argentinien | 1,02 %        |
| 12   | Benfica Lissabon        | Portugal    | 1,02 %        |
| 12   | CA Independiente        | Argentinien | 1,02 %        |
| 12   | Botafogo FR             | Brasilien   | 1,02 %        |
| 12   | Inter Mailand           | Italien     | 1,02 %        |
| 12   | FC Arsenal              | England     | 1,02 %        |
|      | Sonstige                |             | 6,63 %        |